# Боротьба (спорт)
Боротьба — вид спорту, єдиноборство за певними правилами. Боротьба була знана як бойове мистецтво у стародавніх народів. загалом певне у кожного народу була поширена силова боротьба з більшою чи меншою кількістю прийомів. У сучасній спортивній практиці прийняті класична боротьба (греко-римська, раніше - французька) та вільна боротьба (раніше називалася вільноамериканська).

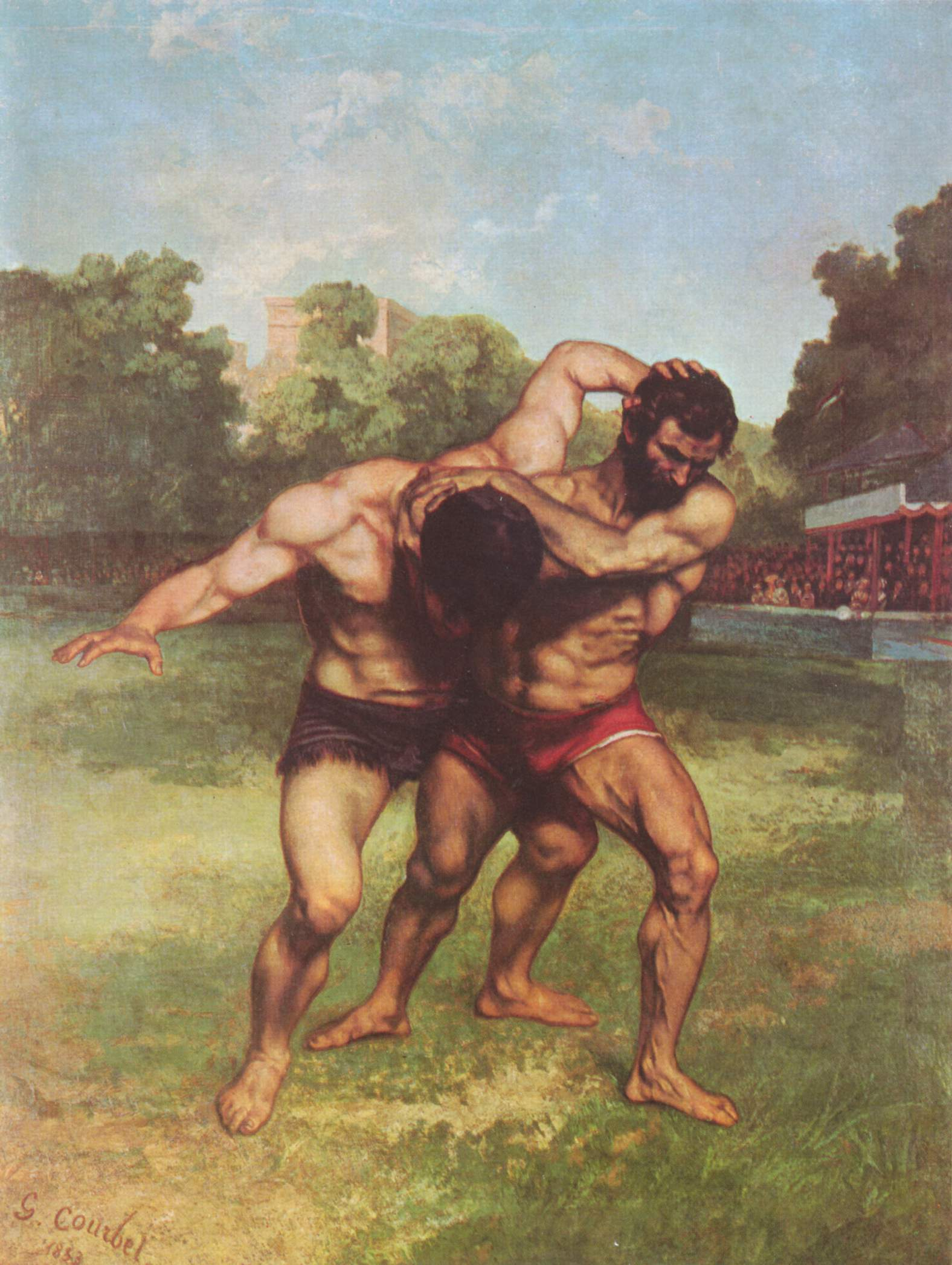
Картина Гюстава Курбе (1853)

Боротьба проводиться на килимі (маті) розмірами (у м) від 6×6 до 8×8. У вільній боротьбі, на відміну від класичної, дозволені захвати противника нижче пояса й підніжки. Тривалість сутички — 10 і 12 хв. Перемогу присуджують тому борцеві, який примусив противника доторкнутися до килима обома лопатками або виявив вищу майстерність. Для урівняння сил борців поділяють на 8 вагових категорій. Боротьба розвиває силу, витривалість, сприяє вихованню волі.

## Види боротьби

### Спортивні
- класична боротьба (також греко-римська, французька)
- вільна боротьба
- дзюдо
- самбо

### Національні
- барильда (монголи)
- ґюлеш (азербайджанці)
- кох (вірмени)
- курес (казахи)
- куреш (киргизи)
- сумо (японці)
- триньте-дряпте (також тринта) (молдавани)
- хапсагай (якути)
- хрест (українці)
- хуреш (тувінці)
- чидаоба (грузини)

## Українські борці

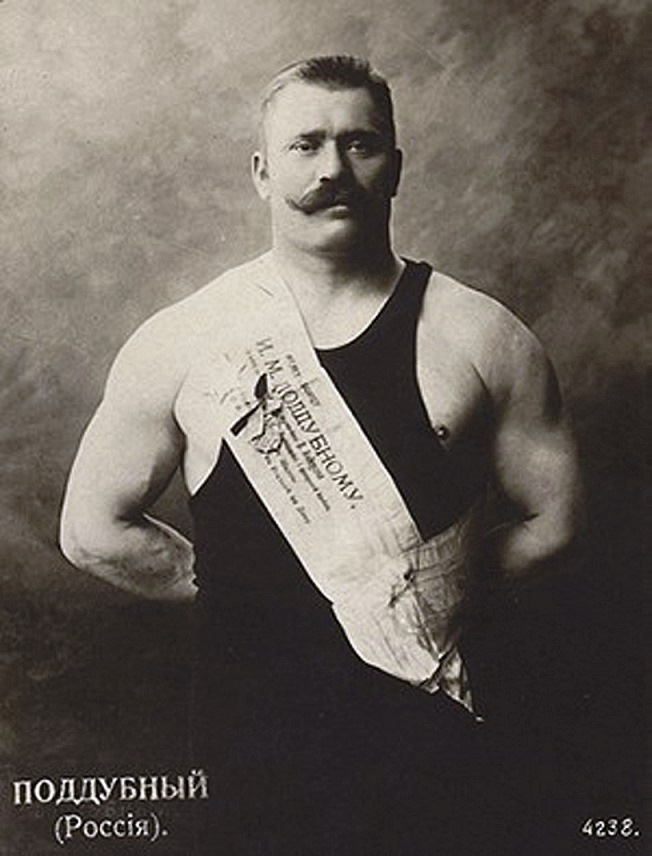
Іван Піддубний

- Богдан Іван
- Колчинський Олександр
- Корінь Терентій
- Куценко Василь
- Кучеренко Олег
- Медвідь Олександр
- Піддубний Іван Максимович
- Фірцак Іван